# Обрад Вичић
Обрад Вичић (Лопаре, 22. март 1944) је пуковник Војске Републике Српске у пензији. Током Одбрамбено-отаџбинског рата био је командант 1. херцеговачке моторизоване бригаде и начелник одјељења за оперативно-наставне послове у команди Дринског корпуса.

## Биографија
Пјешадијску подофицирску школу завршио је 1963. у Сарајеву. Војну академију копнене војске смјер пјешадија, 1968. у Сарајеву, Командно-штабну ш колу тактике копнене војске 1979. и Командно-штабну школу оператике 1988. године. Службовао је у гарнизонима Прокупље, Ниш, Зајечар, Сарајево, Београд, Требиње и Крагујевац. Службу у ЈНА завршио је на дужности команданта 427. моторизоване бригаде у Требињу, у чину пуковника. Ова бригада је трансформисана у 1. херцеговачку моторизовану бригаду (Требиње) Херцеговачког корпуса ВРС. У ВРС је био од 1992. до пензионисања, 31. децембра 1996. Био је командант лаке пјешадијске бригаде и начелник одјељења за оперативно-наставне послове у команди Дринског корпуса.

## Одликовања и признања
Одликован у ЈНА:
- Орден за војне заслуге са сребрним мачевима,
- Орден Народне армије са сребрном звијездом,
- Орден за војне заслуге са златним мачевима и
- Орден заслуга за народ са златном звијездом